# 遊佐秀頼
遊佐 秀頼（ゆさ ひでより）は、戦国時代の武将。能登畠山氏の家臣。

## 生涯
遊佐氏庶流である豊後守家の遊佐秀盛の子とみられる。父・秀盛は畠山義元に重用され、嫡流である美作守家の遊佐統忠に代わり遊佐氏の惣領となった。秀盛が死去すると嫡流の遊佐総光がその座に就くが、享禄4年（1531年）の加賀出兵の際に総光が戦死したためか、天文元年（1532年）以降は、秀頼が惣領として活動している。
秀頼は畠山義総に仕え、幕府や諸大名との取次として活動した。天文5年（1536年）頃から見られる義総と将軍・足利義晴の交渉では奏者を務め、内談衆の大館常興とも親交を持っていた（『大館常興日記』）。
天文14年（1545年）に畠山義総が死去し、子の義続がその跡を継いだ。天文19年（1550年）には、遊佐氏嫡流の遊佐続光と温井総貞を中心とする「七頭」が義続のいる七尾城を攻める七頭の乱が起きる。天文20年（1551年）3月に乱が終結すると、遊佐続光ら七頭は「七人衆」として畠山家中の主導権を握った。秀頼が行っていた諸大名との外交取次は続光が担うようになり、秀頼ら豊後守家の活動はこれ以降ほとんど見られなくなる。
天文22年（1553年）12月、温井総貞と対立した遊佐続光は平総知や伊丹続堅らと共に加賀に出奔し、加賀一向一揆などの援軍と共に能登へと侵攻した。この時、秀頼も続光らと行動を共にしている。鹿島郡大槻と羽咋郡一宮での合戦で遊佐方は温井勢に敗れ、秀頼は一宮で生捕りとなった。
秀頼の地位について、東四柳史明は父・秀盛ともども守護代としている。畠山義元の頃に両奉行制だったものが畠山義総により守護代制が復活し、秀盛が守護代になったとするものだが、川名俊はこれに対して、分国支配に関する文書が義総期にはほとんど見られないため、守護代制が復活したとの確証は得られないとしている。